# ديانا، دوقة فورتمبيرغ
ديانا، دوقة فورتمبيرغ (بالفرنسية: Diane d'Orléans)‏ (24 مارس 1940) فنانة ونحاتة وهي ابنه هنري، كونت باريس وإيزابيلا أميرة أورليان-براغانزا.

## روابط خارجية
- ديانا، دوقة فورتمبيرغ على موقع مونزينجر (الألمانية)